# Haageocereus
Haageocereus é um gênero botânico da família cactaceae.

## Sinonímia
- Floresia Krainz & F.Ritter ex Backeb.
- Haageocactus Backeb.
- Lasiocereus F.Ritter
- Neobinghamia Backeb.
- Peruvocereus Akers

## Espécies
Estão descritas as seguintes espécies:
- Haageocereus acranthus (Vaupel) Backeb.
- Haageocereus australis Backeb.
- Haageocereus bieblii (Diers) Lodé
- Haageocereus bylesianus (Andrae & Backeb.) Lodé
- Haageocereus chilensis F. Ritter ex D. R. Hunt
- Haageocereus decumbens (Vaupel) Backeb.
- Haageocereus fascicularis (Meyen) F. Ritter
- Haageocereus pacalaensis Backeb.
- Haageocereus platinospinus (Werderm. & Backeb.) Backeb.
- Haageocereus pseudomelanostele (Werderm. & Backeb.) Backeb.
- Haageocereus tenuis F. Ritter
- Haageocereus versicolor (Werderm. & Backeb.) Backeb.
- Haageocereus × comosus Rauh & Backeb.